# مايكل رودريغيز
مايكل رودريغيز (بالإسبانية: Michael Rodríguez)‏ (مواليد 30 ديسمبر 1981) هو لاعب كرة قدم. يلعب مع منتخب كوستاريكا لكرة القدم. سبق له أن لعب في كأس العالم لكرة القدم مع منتخب بلاده.

## روابط خارجية
- مايكل رودريغيز على موقع الاتحاد الدولي (مؤرشف)  (الإنجليزية)
- مايكل رودريغيز على موقع قاعدة بيانات كرة القدم.إي يو (الإنجليزية)
- مايكل رودريغيز على موقع ناشيونال فوتبول تيمز (الإنجليزية)
- مايكل رودريغيز على موقع Soccerway.com (الإنجليزية)
- مايكل رودريغيز على موقع أوليمبيديا (الإنجليزية)